# Horyzont

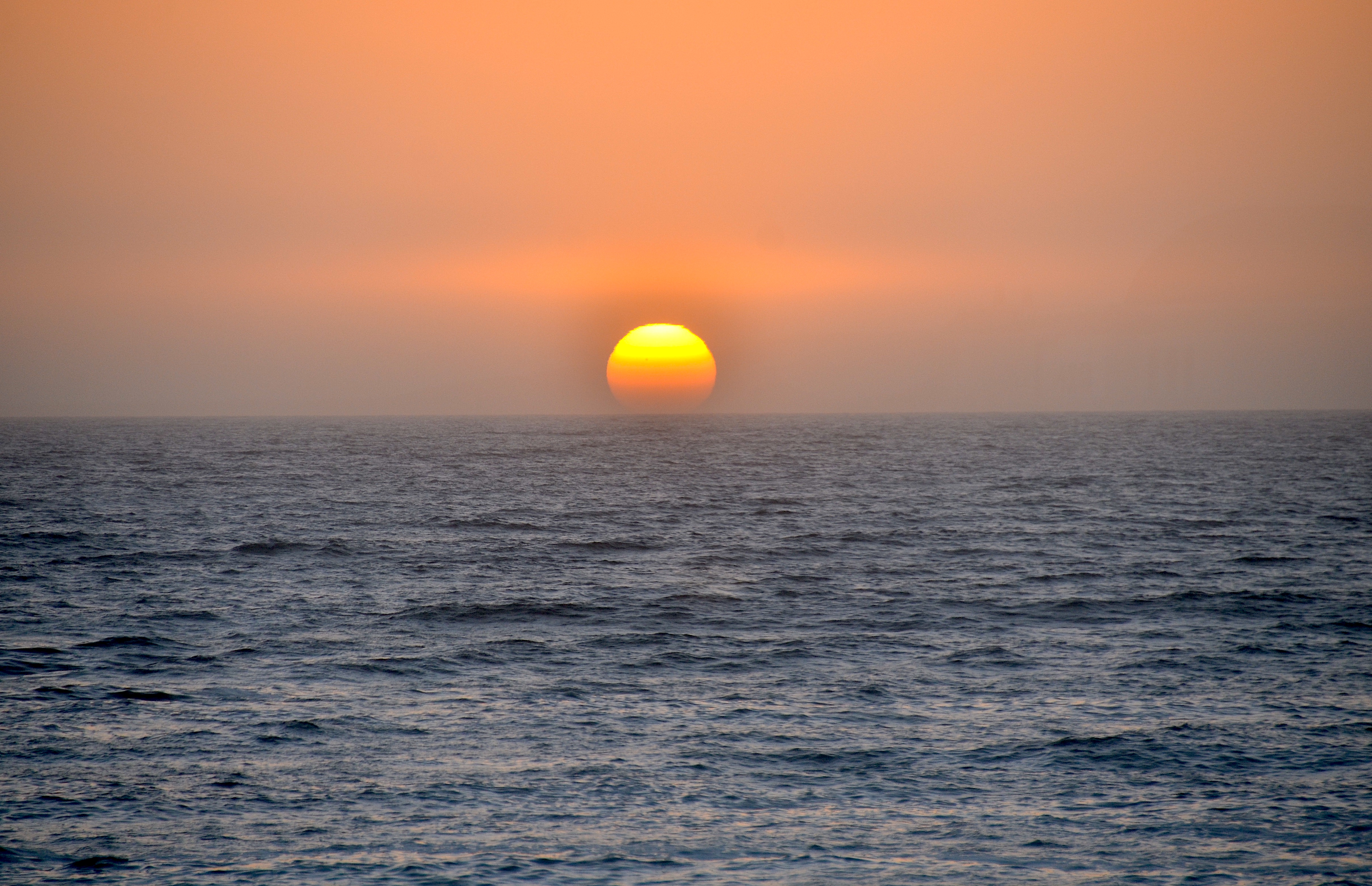
Słońce zachodzące poniżej linii horyzontu obserwowane z perspektywy morza

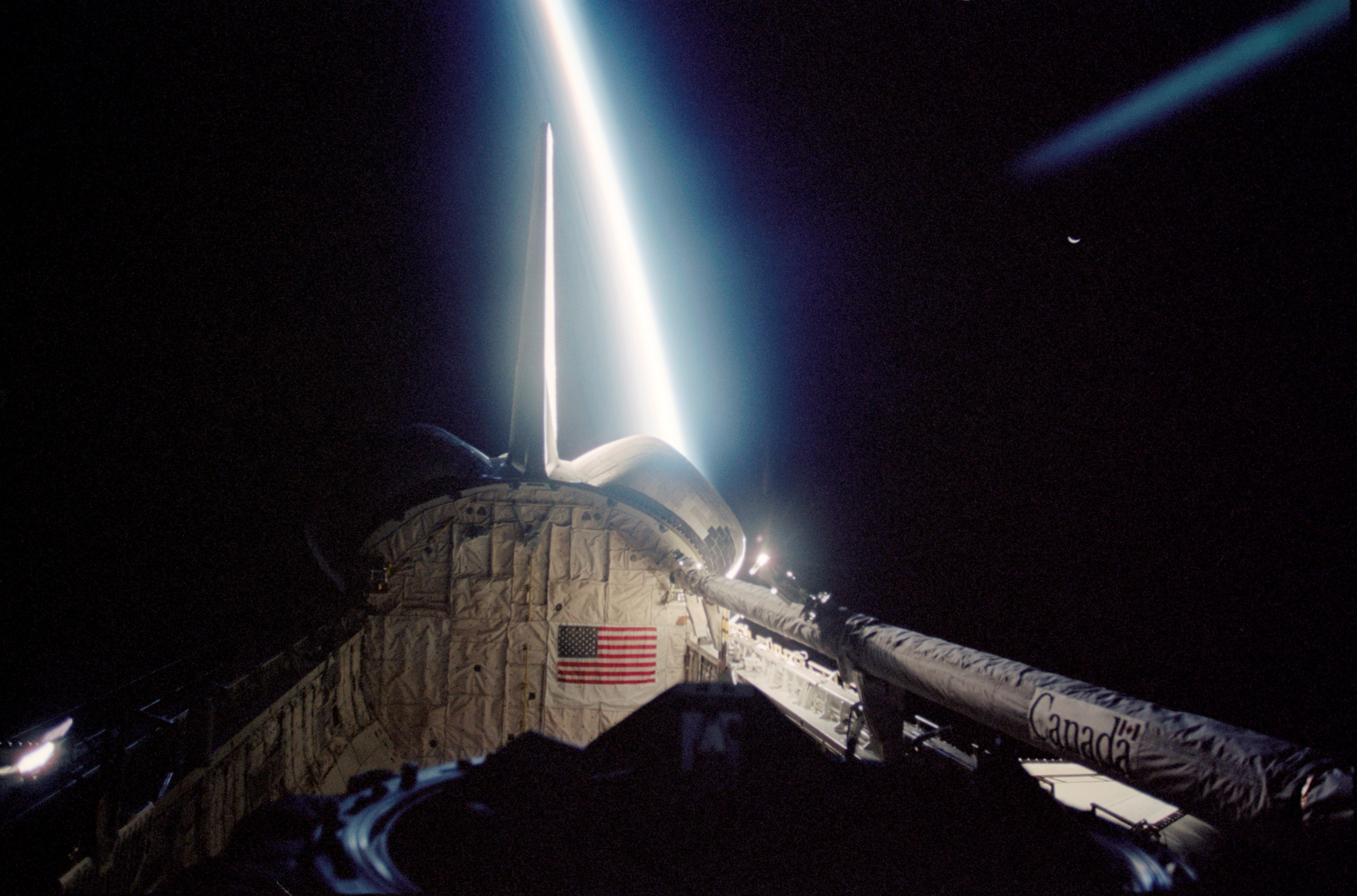
Widok ziemskiego horyzontu z wahadłowca Endeavour (2002)

Horyzont (stgr. ὁρίζων (κύκλος) horízōn (kýklos), dosł. „(krąg) oddzielający”) – okrąg powstały w wyniku przecięcia sfery niebieskiej na dwie części, wyznaczający granicę między przestrzenią widoczną dla obserwacji a zasłoniętą przez Ziemię.
Płaszczyzna horyzontu jest zawsze prostopadła do lokalnej osi pionu. Ze względu na odchylenie kształtu Ziemi od kuli, oś pionu nie pokrywa się z osią łączącą środek Ziemi z obserwatorem, z wyjątkiem równika i biegunów ziemskich. Horyzontu nie należy mylić z widnokręgiem. Stwierdzenie "Coś widać na horyzoncie" w rzeczywistości odnosi się do widnokręgu.

## Typy horyzontów

Podstawowe typy horyzontu

Wyróżnia się trzy zasadnicze typy horyzontu:
- horyzont astronomiczny – okrąg wielki na sferze niebieskiej, którego płaszczyzna jest prostopadła do osi pionu[2].
- horyzont prawdziwy – okrąg będący częścią wspólną podstawy stożka o wierzchołku na wysokości oka obserwatora i powierzchni Ziemi. Horyzont prawdziwy jest obniżony względem horyzontu astronomicznego o kąt:
{\displaystyle \cos \alpha ={\frac {R}{R+h}}}
gdzie R jest promieniem Ziemi, a h wysokością obserwatora.
Odległość horyzontu prawdziwego od obserwatora można obliczyć, stosując (ścisłą) zależność:
{\displaystyle d={\sqrt {h(2R+h)}}}
gdzie h to wysokość obserwatora, a R to promień Ziemi.
Dla małych h, podstawiając za R promień Ziemi i przyjmując, że (2R+h) jest w przybliżeniu równe 2R, dostajemy przybliżony wzór:
{\displaystyle d\approx 3,57{\sqrt {h}}\approx {\sqrt {13h}}}
gdzie h jest wyrażone w metrach, a d w kilometrach. Promień Ziemi zależy od miejsca na geoidzie, wynosi średnio 6371,008 km, równikowy ma 6378,137 km a biegunowy 6356,752 km.[3].

Wielkość obniżenia horyzontu prawdziwego dla przeciętnego obserwatora jest niewielka i wynosi od 2 do 3 minut łuku, jest więc trudna do zauważenia. Podczas lotu samolotem na trasie międzykontynentalnej obniżenie to sięga już 3 stopni.
- horyzont topograficzny – uwzględnia elementy topografii miejsca obserwacji. Ten rodzaj horyzontu zwykle nie jest już okręgiem.